# 반민정
반민정(1980년 7월 3일 ~ )은 대한민국의 배우이다. 2001년 영화 《수취인불명》으로 데뷔하였다.

## 학력
- 한국예술종합학교 연극원학사
- 중앙대학교 예술대학원 연극 석사

## 연기 활동

### 텔레비전 드라마
| 연도      | 방송사 | 제목                                       | 배역      | 비고    |
| --------- | ------ | ------------------------------------------ | --------- | ------- |
| 2001      | KBS2   | 학교 4                                     |           | 48부작  |
| 2005      | KBS1   | KBS HDTV 문학관 - 새야새야                 | 여자      | 1부작   |
| 2006      | SBS    | 연개소문                                   | 소숙비    | 100부작 |
| 2007      | KBS2   | KBS 드라마시티 - 내게 아주 특별한 연인     | 강유경    | 1부작   |
| 2007      | KBS2   | KBS 드라마시티 - 틈                        | 구연희    | 1부작   |
| 2007      | KBS2   | KBS 드라마시티 - 그녀들의 동행             | 연수      | 1부작   |
| 2008      | SBS    | 온에어                                     | 은형      | 21부작  |
| 2008~2009 | SBS    | 가문의 영광                                | 신도영    | 54부작  |
| 2009      | KBS2   | 전설의 고향 - 조용한 마을                  | 여진      | 1부작   |
| 2010      | SBS    | 산부인과                                   | 김지연    | 16부작  |
| 2010      | MBC    | 동이                                       | 이 상궁   | 60부작  |
| 2011      | KBS2   | 두근두근 달콤                              | 우영애    | 135부작 |
| 2011      | EBS    | TV로 보는 원작동화 - 나는 뻐꾸기다         |           | 2부작   |
| 2011      | KBS2   | KBS 드라마 스페셜 - 삐삐가 울린다          | 최은이    | 1부작   |
| 2012      | KBS2   | 넝쿨째 굴러온 당신                         | 서유림    | 58부작  |
| 2012      | KBS2   | 각시탈                                     | 적파      | 28부작  |
| 2012      | SBS    | 대풍수                                     | 박씨 부인 | 35부작  |
| 2013      | KBS2   | 굿 닥터                                    | 규현 엄마 | 20부작  |
| 2014      | KBS2   | 골든크로스                                 | 송정수    | 20부작  |
| 2014      | SBS    | 엄마의 선택                                | 메인작가  | 2부작   |
| 2015      | SBS    | 심야식당                                   | 잔치국수  | 20부작  |
| 2015      | MBN    | 엄마니까 괜찮아                            | 홍혜진    | 2부작   |
| 2015      | KBS2   | KBS 드라마 스페셜 - 아비                   | 공원장    | 1부작   |
| 2016      | KBS2   | 저 하늘에 태양이                           | 윤미희    | 121부작 |
| 2016      | MBC    | 캐리어를 끄는 여자                         |           | 16부작  |
| 2016      | KBS2   | 화랑                                       | 미루향    | 20부작  |
| 2017      | tvN    | 드라마 스테이지 - 오늘도 탬버린을 모십니다 |           | 1부작   |
| 2023      | KBS1   | 금이야 옥이야                              | 장호랑    | 120부작 |

### 영화
- 1999년 영화 《둘의 밤》
- 2001년 영화 《수취인불명》 ... 은옥 역
- 2005년 영화 《엄마》 ... 둘째 딸 / 연화스님 역
- 2009년 영화 《비상》 ... 혜정 역
- 2009년 영화 《요가학원》 ... 은정 역
- 2009년 영화 《여자 없는 세상》 ... 전주연 역
- 2011년 영화 《특수본》 ... 고수진 역
- 2012년 영화 《90분》 ... 윤 기자 역
- 2013년 영화 《닥터》 ... 수 간호사 역
- 2013년 영화 《응징자》 ... 미옥 역
- 2015년 영화 《따라지: 비열한 거리》 ... 주 마담 역
- 2015년 영화 《치외법권》 ... 오 팀장 역
- 2016년 영화 《사랑은 없다》 ... 은정 역
- 2017년 영화 《올리고당 더 무비》 ... 소연 역
- 2020년 영화 《대전 블루스》 ... 강수연 역
- 2025년 영화 《차라리 죽여》

## 수상
- 2012년 제20회 대한민국문화연예대상 드라마부문 연기상